# شوگون (مینی‌سریال ۱۹۸۰)
شوگون (انگلیسی: Shōgun) یک مینی‌سریال درام تاریخی به کارگردانی جری لاندن است که در سال ۱۹۸۰ منتشر شد. این مینی‌سریال مبتنی بر رمان ۱۹۷۵ به همین نام اثر جیمز کلیول است. از بازیگران آن می‌توان به ریچارد چمبرلین، توشیرو میفونه، مایکل هوردرن، یوکو شیمادا و جان ریس-دیویس اشاره کرد.
این مینی‌سریال برندهٔ جایزه امی ساعات پربیننده برای مجموعه تلویزیونی کوتاه برجسته و جایزه گلدن گلوب بهترین مجموعه تلویزیونی – درام شد. مجموعهٔ تلویزیونی با همین نام بر اساس رمان شوگون در سال ۲۰۲۴ منتشر شد.